# Büroinformationselektroniker
Der Beruf des Büroinformationselektronikers löste den des Büromaschinenmechanikers ab. Als immer mehr Elektronik in Büromaschinen verwendet wurde, musste auch die Berufsausbildung auf die neuen Gegebenheiten angepasst werden. Zusätzlich zur bisher üblichen mechanischen Ausbildung wurden die Lehrlinge nun auch vollständig als Elektroniker ausgebildet. Die Ausbildung dauert wie beim Büromaschinenmechaniker ebenfalls 3½ Jahre. 
Der Büroinformationselektroniker repariert mit Schreibmaschinen, Addier-, Fakturier- und Rechenmaschinen, Buchungsautomaten, Faxgeräten, Anrufbeantwortern, Kopiergeräten, Aktenvernichtern, Registrierkassen und Diktiergeräten bis hin zum Computer und Peripheriegeräten alle Geräte, die in einem Büro verwendet werden. Dazu ist der Büroinformationselektroniker oft im Außendienst unterwegs, da viele Büromaschinen nicht besonders mobil sind. 
Bevor der Beruf des IT-Systemelektronikers erlernt werden konnte, führte der Büroinformationselektroniker auch diese Tätigkeiten aus. Dazu gehören auch die Planung und Installation von Computer-Netzwerken und Servern sowie die Umsetzung spezifischer Anforderungen an Hard- und Software und die systemweite Fehleranalyse und -beseitigung.
Durch Erlernen dieses Berufes erhielt man eine sehr solide Ausbildung in verschiedenen Fachbereichen:
- Metallbearbeitung
- Feinmechanik
- Elektrotechnik
- Elektrik
- Elektronik
- Digitaltechnik
- Informationstechnik
- Telekommunikationstechnik
- Programmierung

Büroinformationselektroniker/-innen sind im Sinne der Unfallverhütungsvorschriften Elektrofachkräfte.
Der Beruf des Büroinformationselektronikers wurde abgelöst vom „Informationselektroniker - Fachrichtung Bürosystemtechnik“.